# 17 Korpus Armijny (Imperium Rosyjskie)
17 Korpus Armijny (ros. 17-й армейский корпус) – jeden ze związków operacyjno-taktycznych  Imperium Rosyjskiego w czasie I wojny światowej. Sformowany w 1888  w Moskiewskim Okręgu Wojskowym. Brał udział w wojnie rosyjsko-japońskiej. Rozformowany – początek 1918.

## Struktura organizacyjna
Organizacja w 1914
- dowództwo i sztab – Moskwa
- 3 Dywizja Piechoty
- 35 Dywizja Piechoty
- 17 dywizjon artylerii haubic
- 3 ciężki dywizjon artylerii
- 17 batalion saperów

## Podporządkowanie
- 5 Armii (2.08 – 22.09.1914)
- 4 Armii (10.10 –15.11.1914)
- 9 Armii (13.12.1914 – 17.02.1915)
- 8 Armii (28.02.1915  – 3.04.1916)
- 11 Armii (1.05.1916 – 19.08.1917)
- 5 Armii (10.11 – grudzień 1917)

## Dowódcy korpusu
- gen. piechoty  P. P. Jakowlew (kwiecień 1909 – kwiecień 1917)
- gen. lejtnant F. J. Ogorodnikow (kwiecień – czerwiec 1917)
- gen. lejtnant N. N. Sziling  (od lipca 1917)